# Charles Montagu (1er comte d'Halifax)
Pour les articles homonymes, voir Charles Montagu.
Charles Montagu (16 avril 1661 – 19 mai 1715), 1er comte d'Halifax, est un poète et un homme d'État anglais. Son cousin homonyme Charles Montagu (1658-1721), comme lui député du parti whig, est un des principaux entrepreneur des Mines de charbon de Newcastle.

## Jeunesse
Né à Horton, dans le Northamptonshire, il est le fils de George Montagu, cinquième fils du premier comte de Manchester. Il étudie d'abord dans sa région, avant de rejoindre Westminster, où, en 1677, il est choisi comme élève royal.
C'est à cette époque qu'il contracte une amitié très intime avec George Stepney. En 1682, quand Stepney est élu à Cambridge, Montagu demande à être envoyé à Cambridge afin de rejoindre son ami, sans attendre les avantages d'une autre année. Son parent, le Dr John Montagu, est alors directeur du Trinity College et le prend sous son aile. À Cambridge, il fait la connaissance d'Isaac Newton.
En 1685, les vers de Montagu sur la mort du roi Charles II font une telle impression sur le comte de Dorset qu'il est invité en ville et introduit aux autres divertissements. En 1687, Montagu se joint à Matthew Prior dans « Le rat des villes et le rat des champs », une version burlesque de The Hind and the Panther, de John Dryden. Il signe l'invitation au prince d'Orange de devenir roi, et siège à la Convention. À peu près au même moment, il se marie avec la comtesse douairière de Manchester et pense à entrer dans les ordres, mais il change d'avis et achète, pour 1 500 livres, un poste de commis du Conseil.

## Fonctions politiques
En 1691, après être devenu membre de la Chambre des communes, il plaide en faveur d'une loi visant à accorder l'assistance d'avocats dans les affaires de haute trahison. Il se trouble au milieu de son discours et, se reprenant, observe « comme il est raisonnable d'accorder un avocat aux hommes considérés comme criminels devant une cour de justice, quand il est évident que la présence de cette assemblée pourrait déconcerter leur propre corps ».
Après la Chambre des communes, il connaît une ascension rapide, devenant l'un des commissaires du Trésor et un membre du Conseil privé. En 1694, il devient chancelier de l'Échiquier. En 1698, après avoir été nommé à la première Commission du Trésor, il devient également l'un des membres du Conseil de régence pendant l'absence du roi. En 1699, il est fait auditeur de l'Échiquier, puis, l'année suivante, est créé baron d'Halifax. Sa destitution par les Communes échoue, quand les Articles sont écartés par la Chambre des lords.
Lors de l'accession au trône de la reine Anne, Montagu est écarté du Conseil, au premier Parlement du règne, il est nouveau attaqué par les Communes et à nouveau sauvé par les Lords. En 1704, il rédige une réponse au discours de Bromley contre la conformité occasionnelle. Il dirige l'enquête sur le danger de l'Église. En 1706, il propose et négocie l'Union avec l'Écosse, et, quand l'électeur de Hanovre reçoit la Jarretière, après le passage de l'acte fixant la succession protestante, il est désigné pour porter les insignes de l'ordre de la cour électorale. Il siège comme l'un des juges d'Henry Sacheverell, mais vote pour une sentence modérée. N'étant plus, alors, en faveur, il obtient un mandat pour appeler le prince électeur au Parlement comme duc de Cambridge.

## Comte de Halifax
À la mort de la reine, Montagu est de nouveau nommé Au Conseil de régence. À l'accession au trône de George Ier, il est fait comte d'Halifax, chevalier de l'ordre de la Jarretière et premier lord du Trésor, avec la concession de la reversion à son neveu de l'auditorat de l'Échiquier. Il meurt peu après d'une inflammation des poumons.
Halifax laisse quelques poésies (Londres, 1715); il protège les gens de lettres (Addison, Pope, Swift, etc.).